# تسوکوشی هیروکادو
تسوکوشی هیروکادو (به ژاپنی: 筑紫 広門 Tsukushi Hirokado); ۱ ژانویهٔ ۱۵۴۸ – ۲۲ مهٔ ۱۶۱۵) سامورایی در دوره سنگوکو و دوره آزوچی-مومویاما، اهل ژاپن بود. وی در سپاه کوبایاکاوا تاکاکاگه یکی از فرماندهان در تهاجم ژاپن به کره (۱۵۹۸–۱۵۹۲) بود.